# Barkjordkrypare
Barkjordkrypare (Geophilus truncorum) är en mångfotingart som beskrevs av Bergsøe och Frederik Vilhelm August Meinert 1866. Barkjordkrypare ingår i släktet Geophilus och familjen storjordkrypare. Arten är reproducerande i Sverige. Inga underarter finns listade i Catalogue of Life.